# Amazônia-1

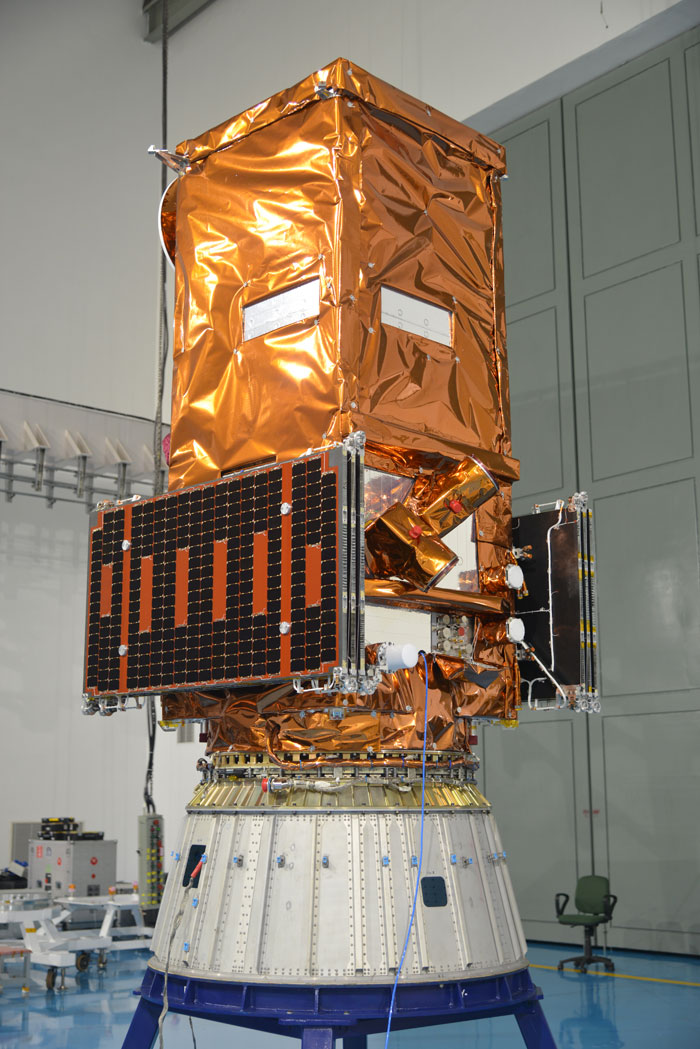
Le satellite Amzonia-1 installé sur l'étage supérieur de son lanceur.

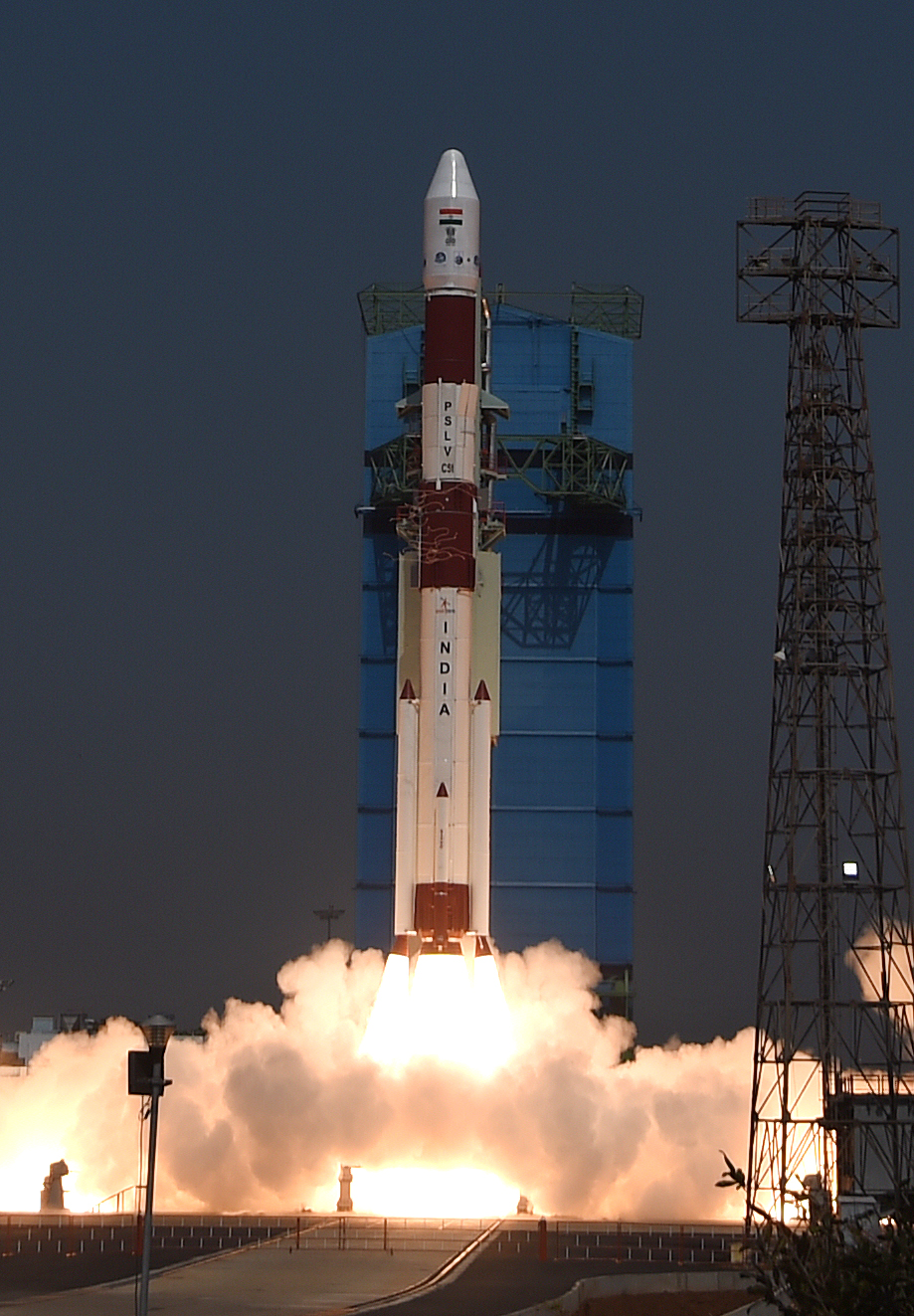
Décollage du lanceur PSLV emportant le satellite ainsi que plusieurs nano-satellites.

Amazônia-1 est le premier satellite d'observation de la Terre brésilien  de fabrication nationale. Il est placé sur une orbite héliosynchrone en février 2021. Il vient compléter le parc des satellites CBERS fabriqués avec l'aide la Chine et lancés entre  1999 et 2016. Amazônia-1 emporte une caméra grand angle observant dans le domaine visible et en proche infrarouge (4 canaux) avec une résolution spatiale de 60 mètres. Il a été réalisé par l'INPE. Le satellite doit permettre d'observer le territoire national en particulier l'Amazonie.

## Caractéristiques techniques
Le satellite Amazônia-1 a une masse au lancement de 637 kg. Il est constitué de deux modules de forme cubique placés l'un au-dessus de l'autre : la plateforme et la charge utile. Il utilise une plate-forme stabilisée sur 3 axes NMP  (Plataforma Multi-Missão - Multimission Platform) déjà employée par son constructeur INPE pour plusieurs satellites brésiliens (LATTES, MAPSAR et GEOMET). Le satellite est alimenté en énergie solaire par deux panneaux solaires déployés en orbite et utilise des batteries lithium-ion. La durée de vie du satellite est d'au moins 4 ans. Le système de régulation thermique est à la fois actif et passif.

## Charge utile
Amazonia-1 emporte un instrument unique AWFI (Advanced Wide Field Imager) qui fournit des images dans quatre longueurs d'onde : bleu (0.45-0.52), vert (
0.52-0.59), rouge (0.63-0.69) et proche infrarouge (0.77-0.89). Sa résolution spatiale est de 60 mètres et sa fauchée est de 850 kilomètres. L'intervalle entre deux visites est de 5 jours.  